# Robert Kurka
Robert Frank Kurka (* 22. Dezember 1921 in Cicero (Illinois); † 12. Dezember 1957 in New York City) war ein US-amerikanischer Komponist.
Kurka lernte Violine, betrieb ein umfangreiches Selbststudium in Komposition und wurde Schüler von Otto Luening und Darius Milhaud. Von 1948 bis 1951 unterrichtete er am City College of New York, später am Queens- und am Dartmouth College. Kurka erhielt das Guggenheim-Stipendium.
Einem breiten Publikum wurde er mit der Oper The Good Soldier Schweik nach Jaroslav Hašeks Der brave Soldat Schwejk bekannt, welche am 23. April 1958 in der New York City Opera uraufgeführt wurde. Daneben schrieb er 2 Sinfonien, Konzertmusik, Kammermusik, Chormusik und Klavierstücke.
Kurka starb 1957 an Leukämie.